# Karabinek SR-3 Wichr

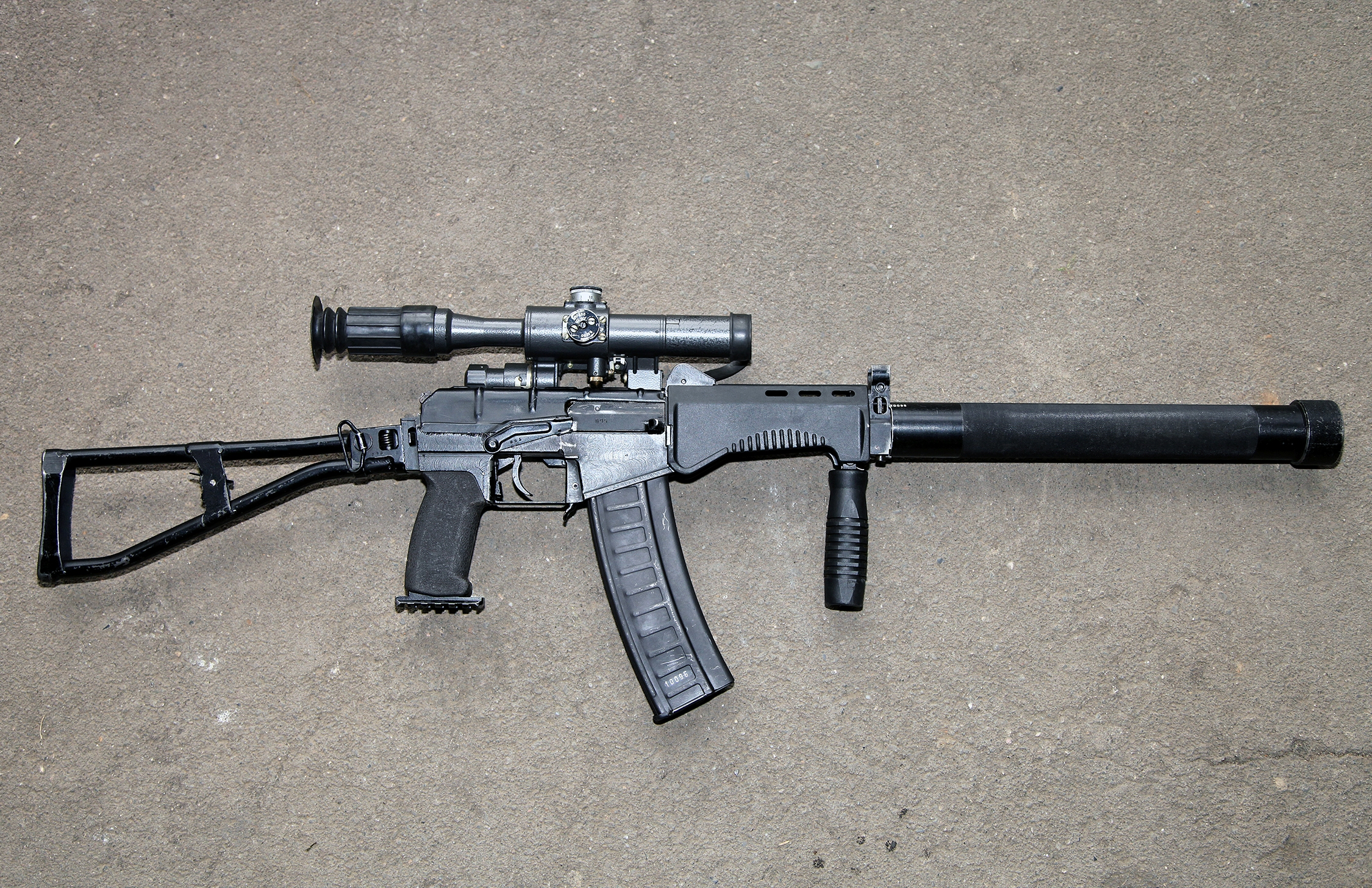
SR-3M wyposażony w tłumik i celownik PSO-1

SR-3 Wichr (ros. СР-3 Вихрь) – rosyjski subkarabinek automatyczny, skrócona, pozbawiona integralnego tłumika dźwięku wersja karabinka AS Val

## Historia
W latach 90. w znajdującym się w Klimowsku ośrodku badawczym rozpoczęto prace nad łatwa do skrytego przenoszenia, a jednocześnie posiadającą dużą skuteczność bronią dla funkcjonariuszy ochrony. Do tego zadania postanowiono przystosować karabin AS Wał. Broń pozbawiono integralnego tłumika dźwięku, kolbę składaną na bok broni zastąpiono składaną na wierzch komory zamkowej, zmodyfikowano także dźwignię bezpiecznika, a celownik krzywiznowy zastąpiono przerzutowym. Broń jest zasilana amunicją nabój 9 × 39 mm z nabojami SP5 (zwykłym) i SP6 (przeciwpancernym). Karabinek był początkowo prezentowany jako MA (ros. МА, Малогабаритный Автомат), później nazwę zmieniono na SR-3 Wichr.

## Opis
SR-3 Wichr jest bronią samoczynno-samopowtarzalną. Automatyka broni działa na zasadzie odprowadzania gazów prochowych z długim skokiem tłoka gazowego. Zamek ryglowany przez obrót (6 rygli). Rękojeść przeładowania ma postać dwóch występów związanych z tłoczyskiem i porusza się w szczelinach nad łożem. Mechanizm spustowy z przełącznikiem rodzaju ognia. Przełącznik ma postać ma postać kołka przechodzącego w poprzek komory zamkowej, dźwignia bezpiecznika znajduje się po obu stronach komory zamkowej. Lufa gwintowana. Kolba składana na wierzch komory zamkowej. Przyrządy celownicze mechaniczne, składają się z muszki i celownika przerzutowego. Z lewej strony broni standardowa rosyjska szyna do montażu celowników optycznych rodziny PSO-1.